# Skytrans Airlines
Skytrans Airlines — австралійська авіакомпанія зі штаб-квартирою в місті Кернс, що працює в сферах чартерних та регулярних пасажирських перевезень всередині країни і за її межами.
Портом приписки перевізника і його головним транзитним вузлом (хабом) є аеропорт Кернс, у ролі додаткового хаба авіакомпанія використовує аеропорт Брисбена.

## Історія
Skytrans Airlines була заснована в жовтні 1990 року як виключно чартерний авіаперевізник, проте вже в 1993 році почала виконання регулярних рейсів з аеропортів регіону. У листопаді 2000 року компанія об'єдналася з іншим невеликим регіоналом AirSwift Aviation, штаб-квартира якого так само перебувала в Кернс. У червні 2001 року до Skytrans Airlines перейшли права на обслуговування регулярних маршрутів із Кернса в Куктаун і Карумбу, що раніше належали MacAir Airlines. У січні 2005 року авіакомпанія початку виконання частини рейсів з Кернса і Таунсвілл під торговою маркою QantasLink найбільшого комерційного оператора країни Qantas Airways.
У грудні 2006 року Skytrans Airlines була викуплена групою інвесторів у холдингу «Australian Aviation Holdings», якому так само належали авіакомпанії Queensland Regional Airlines (QRA) і Inland Pacific Air. Пізніше Skytrans і QRA пройшли через процедуру об'єднання компаній і тепер працюють під загальним брендом Skytrans Airlines.
У липні 2009 року авіакомпанія змінила власний код ІАТА c NP на Q6.

## Флот

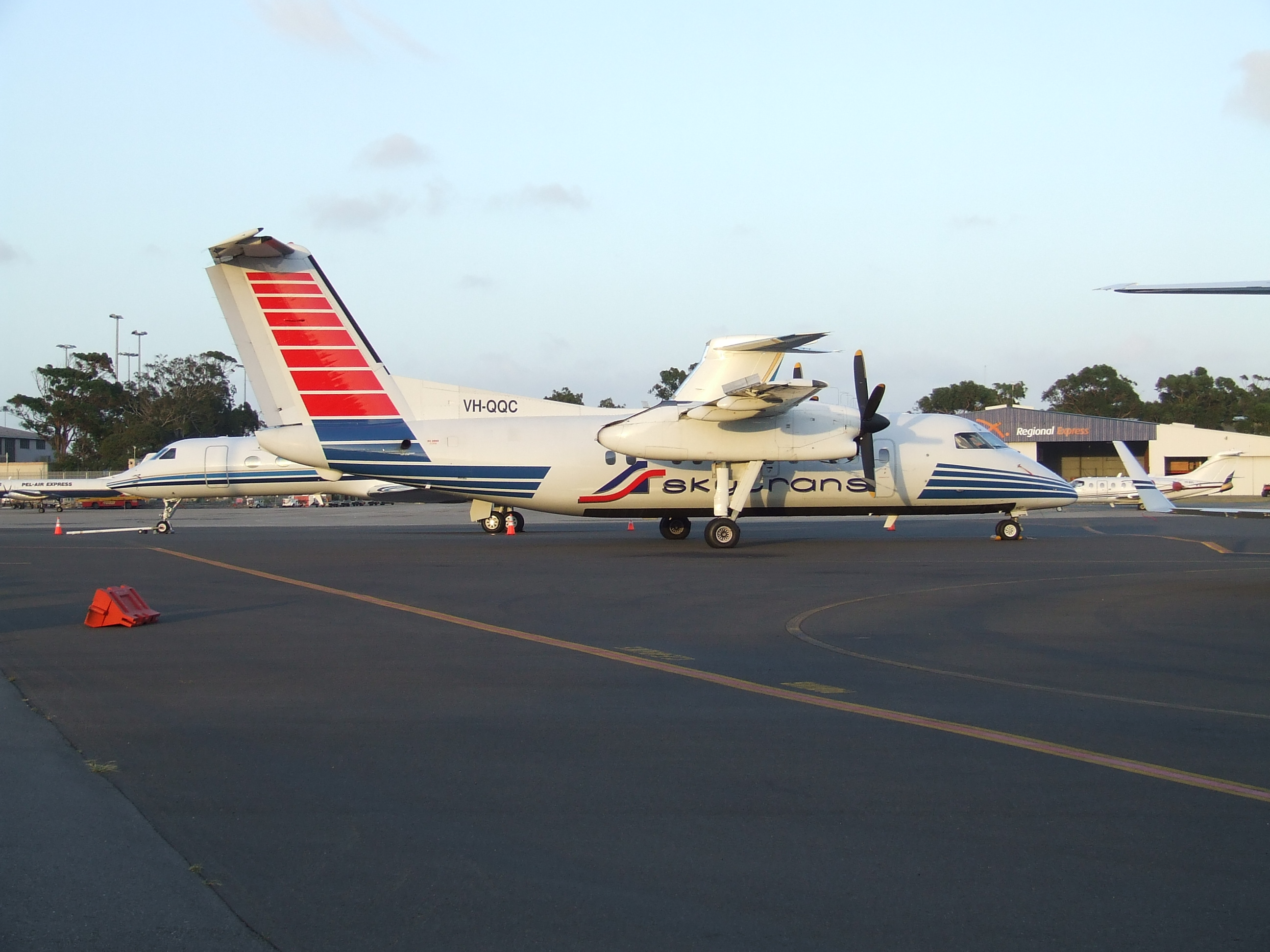
de Havilland Canada DHC-8 авіакомпанії Airlines Skytrans

У листопаді 2012 року повітряний флот авіакомпанії Skytrans Airlines складали наступні літаки:

## Діяльність
Skytrans Airlines здійснює регулярні перевезення по аеропортам Північного Квінсленда, виконує чартерні рейси по всій Австралії, Папуа-Нову Гвінею та країни південно-західній частині Тихоокеанського регіону, а також працює за контрактами з гірничодобувними компаніями Австралії на перевезення вахтовиків.
Маршрутна мережа регулярних перевезень авіакомпанії охоплює наступні міста:
- з Кернса: Локхарт-Рівер, Коен, Орукун, Маунт-Айза, Бамага, Едвард-Рівер, Нормантон, Думаджі, Гануна, Берктаун і Кауаньяма;
- з Брисбена: Тувумба, Чарлівілл, Куїлпі, Віндора, Бердсвілл, Бедурі, Булія, Маунт-Айза, Сент-Джордж, Куннамулла і Таргомінда. У березні 2012 року запущений регулярний маршрут між Сіднеєм і Тувумбою, польоти за яким виконуються на літаках DHC Dash-8[4].

Три лайнера DHC Dash-8 Skytrans Airlines працюють в «мокрий лізинг» в авіакомпанії Maroomba Airlines.

## Регулярні маршрути
Станом на березень 2011 року маршрутна мережа регулярних перевезень авіакомпанії Skytrans Airlines включала в себе наступні аеропорти:

## Громадська діяльність
Авіакомпанія Skytrans Airlines є генеральним спонсором команди Cairns Taipans, яка виступає на Чемпіонаті Австралазії з баскетболу, і одним із спонсорів Австралійської футбольної ліги, «Choice Business Australia», «Harold's House» і Квінслендського Центру з дослідження ракових захворювань.